# روبرتو بومپرزی
روبرتو بومپرزی (انگلیسی: Roberto Bomprezzi؛ زادهٔ ۹ اکتبر ۱۹۶۲) ورزشکار دو و میدانی اهل ایتالیا است.
وی در مسابقات کشوری و بین‌المللی در مجموع برندهٔ ۱ مدال برنز شده‌است.